# أندرويد رن تايم
أندرويد رن تايم (بالإنجليزية: Android Runtime) هي بيئة تشغيل طورتها جوجل لنظام التشغيل أندرويد. تستخدم لتشغيل تطبيقات أندرويد وترجمة الشفرة المصدرية لتطبيقات الأندرويد إلى صيغة تعتمد على الجهاز المستخدم، وذلك بشكل مسبق، أي قبل تشغيل التطبيق.